# Mats Olsson
Mats Åke Olsson (født 12. januar 1960) er en svensk håndboldtræner og tidligere håndboldspiller.
Som aktiv spillede Olsson for flere svenske og spanske klubber, blandt andre Lugi HF og Ystads IF. I perioden 1979-1997 spillede han 294 kampe for Sverige og var dermed med til at vinde guld ved VM 1990, bronze ved VM 1993 på hjemmebane og ved VM 1995 samt sølv ved VM 1997. Desuden var man med til at vinde guld ved det første EM i 1994 samt sølv ved OL 1992 og 1996. Han var også med landsholdet til OL 1984 og 1988, hvor det begge gange blev til en femteplads.
Efter sin aktive karriere gik i gang med en karriere i det private erhvervsliv, men i 2001 blev han assisterende landstræner for Portugal, og 2005-2012 var han landstræner for samme hold. Fra 2005 har han samtidig været målmandstræner for Norges kvindehåndboldlandshold, hvilket han fortsat er.